# コネストーガ幌馬車

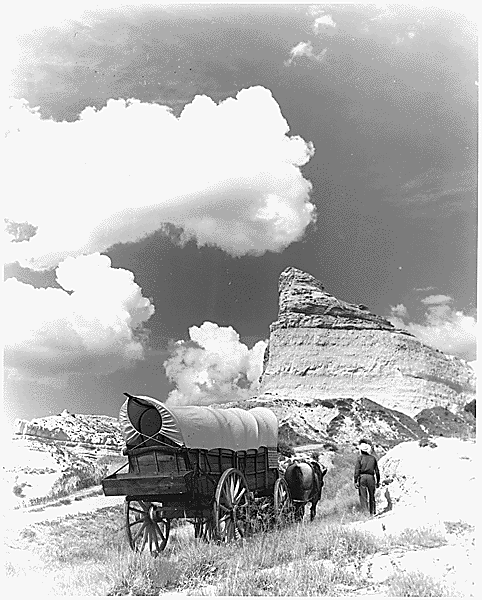
オレゴン・トレイルをゆくコネストーガ幌馬車（再現図）

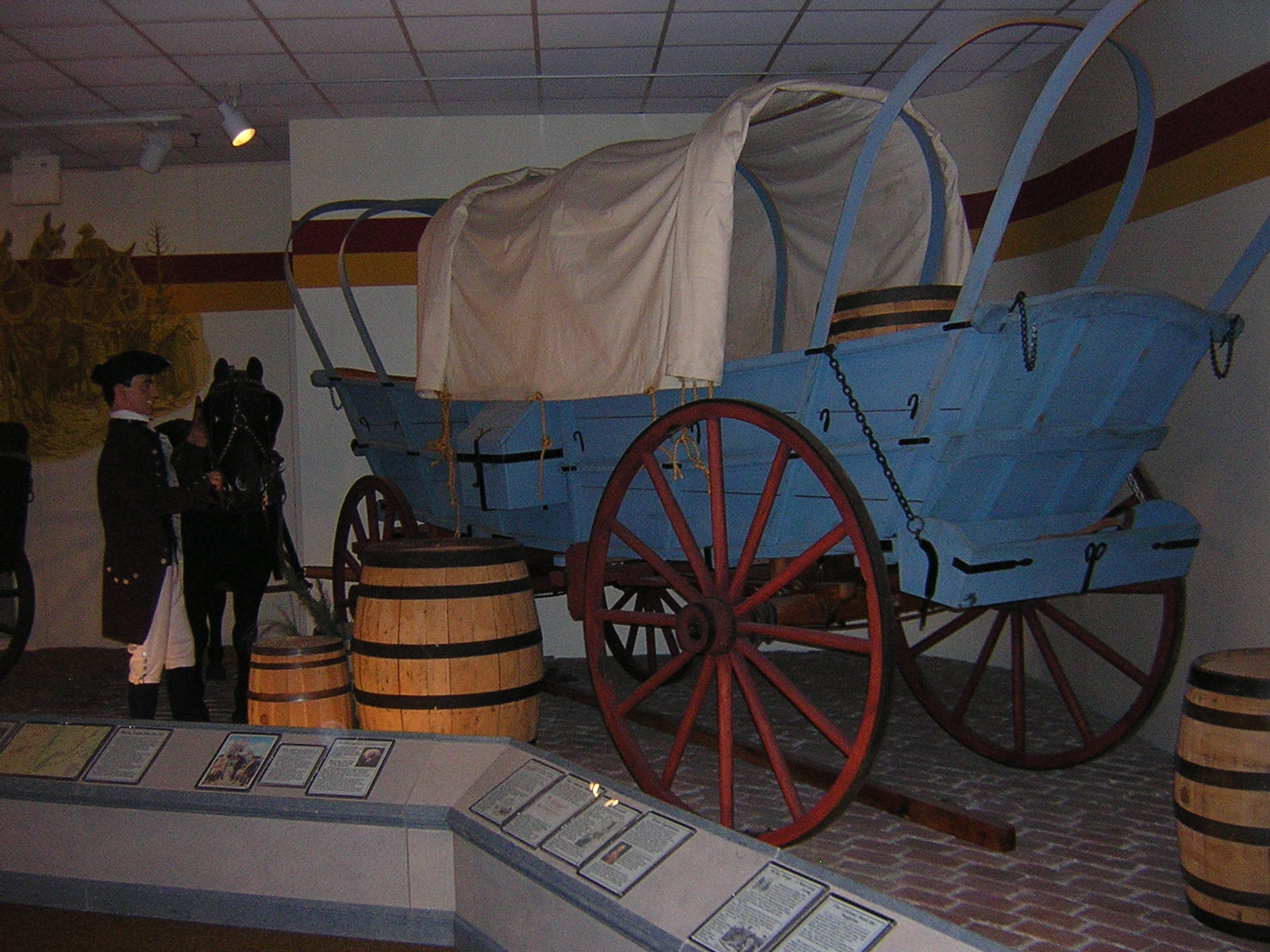
U.S. Army Transportation Museum（米陸軍交通博物館）展示品

コネストーガ幌馬車（コネストーガほろばしゃ、Conestoga wagon）は、大きく幅広の車輪を持つ大型の幌馬車で、18世紀後半から19世紀にアメリカ合衆国やカナダで広く使用された。8トンないし7トンの荷物を輸送するのに十分な大きさであり、曳くには、特別な品種のコネストーガ馬や馬、騾馬（らば）が用いられた。河川の横断なども考慮して、ボートに似せて設計されたが、コーキングしていないものが浸水することもしばしばあったという。

## コネストーガ幌馬車の歴史
最初のコネストーガ幌馬車は、1750年頃のアメリカ合衆国ペンシルベニア州が起源であり、メノナイト（メノー派キリスト教徒）のドイツ人移住者によって導入されたと考えられている。名前はペンシルベニア州ランカスター近くのコネストーガ郡区に由来する。植民地時代には、コネストーガ幌馬車は「グレートワゴンロード（偉大な幌馬車の道）」沿いに大アパラチア渓谷を抜けての南方移住に際して広く使用された。
アメリカ独立戦争の後には、ピッツバーグからオハイオの間の通商路開拓に使用された。1820年代頃の輸送費のレートは、重さ100ポンドの荷物を距離100マイル、日に約15マイル(25 km)の速度で輸送するのに対しておよそ1ドルだった。コネストーガ幌馬車は、多くの場合長距離の幌馬車隊において、鉄道が発展するまでのアパラチア方面における主要な陸上輸送手段だった。この馬車は最大8頭の馬か最大1ダースの雄牛のチームによって牽引された。 このために、コネストーガ馬（のちの重ドラフト馬へと続く品種）が開発された。

コネストーガ幌馬車には多くの工夫が施されている。床は、積載物の転倒や横滑りを防ぐために上向きに湾曲している。平均的なコネストーガ幌馬車は全長18フィート、全高11フィート、全幅4フィート程のサイズで、およそ12000ポンドの貨物を輸送できる。車体の亀裂には、川を渡る際に浸水するのを防ぐため、タールを詰めていた。また、悪天候への備えとして、ワゴンには白いキャンバス製の幌がかけられている。車体の骨格やサスペンションは木製だが、車輪はより耐久性を持たせるためにしばしば鉄製のリムが用いられていた。ワゴンの側面には水樽が配置され、ツールボックスには車体の修理に必要な道具類が収納されていた。また、ワゴンの背面にある餌箱は、馬に餌をやるのに使用された。コネストーガ幌馬車は、ゴールドラッシュ時のカリフォルニアへの移動を含め、様々な種類の旅行に用いられた。
なお、「コネストーガ幌馬車」という名称はとくにこの車種を指して呼ぶものであり、「幌馬車」(特にプレーリースクーナー)全般に対する総称ではない。アメリカ合衆国の西部開拓時代に使用された馬車は、ほとんどの場合、普通の荷馬車に幌を装着しただけのものである。

Conestoga wagons
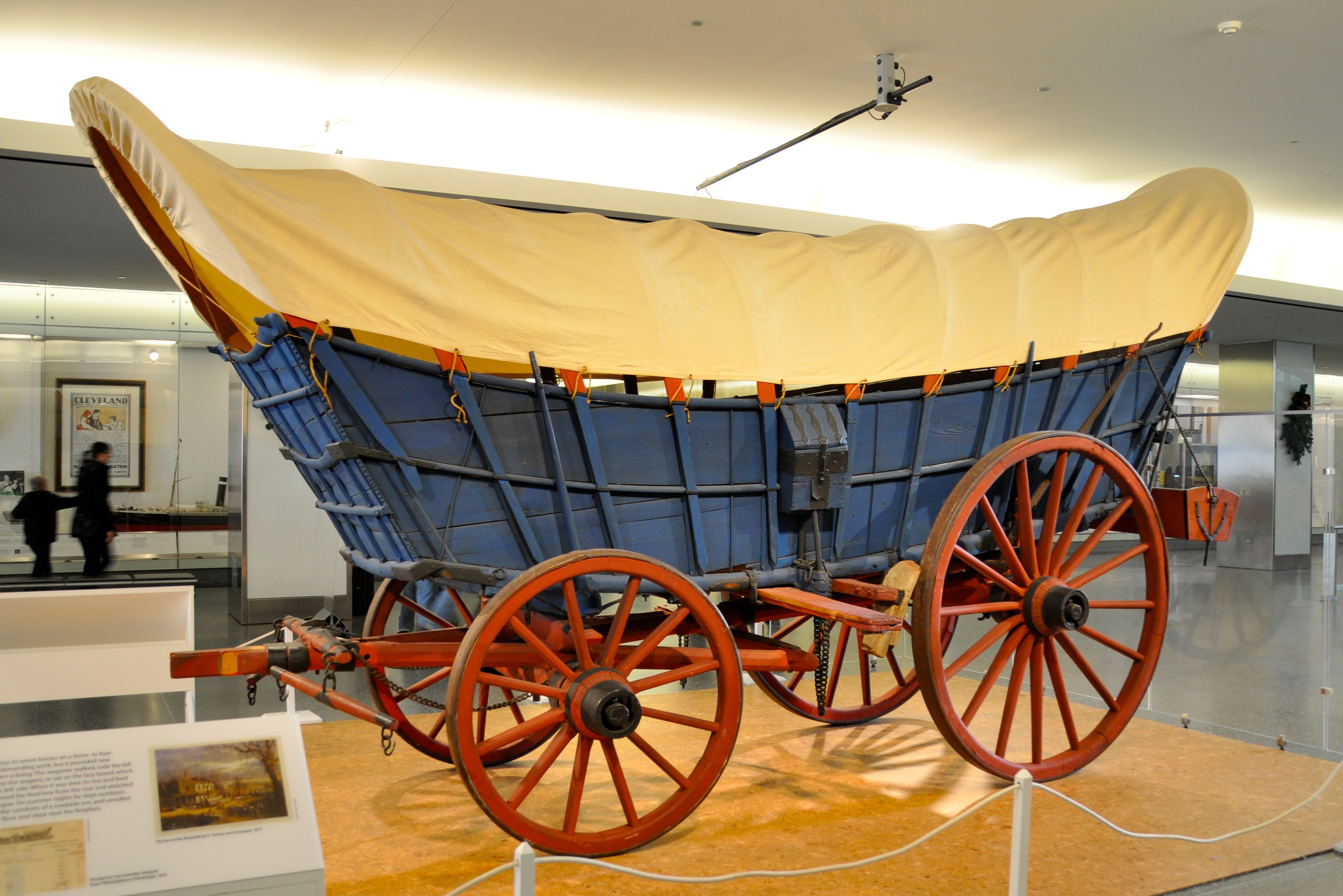
国立アメリカ史博物館で展示されているコネストガワゴン
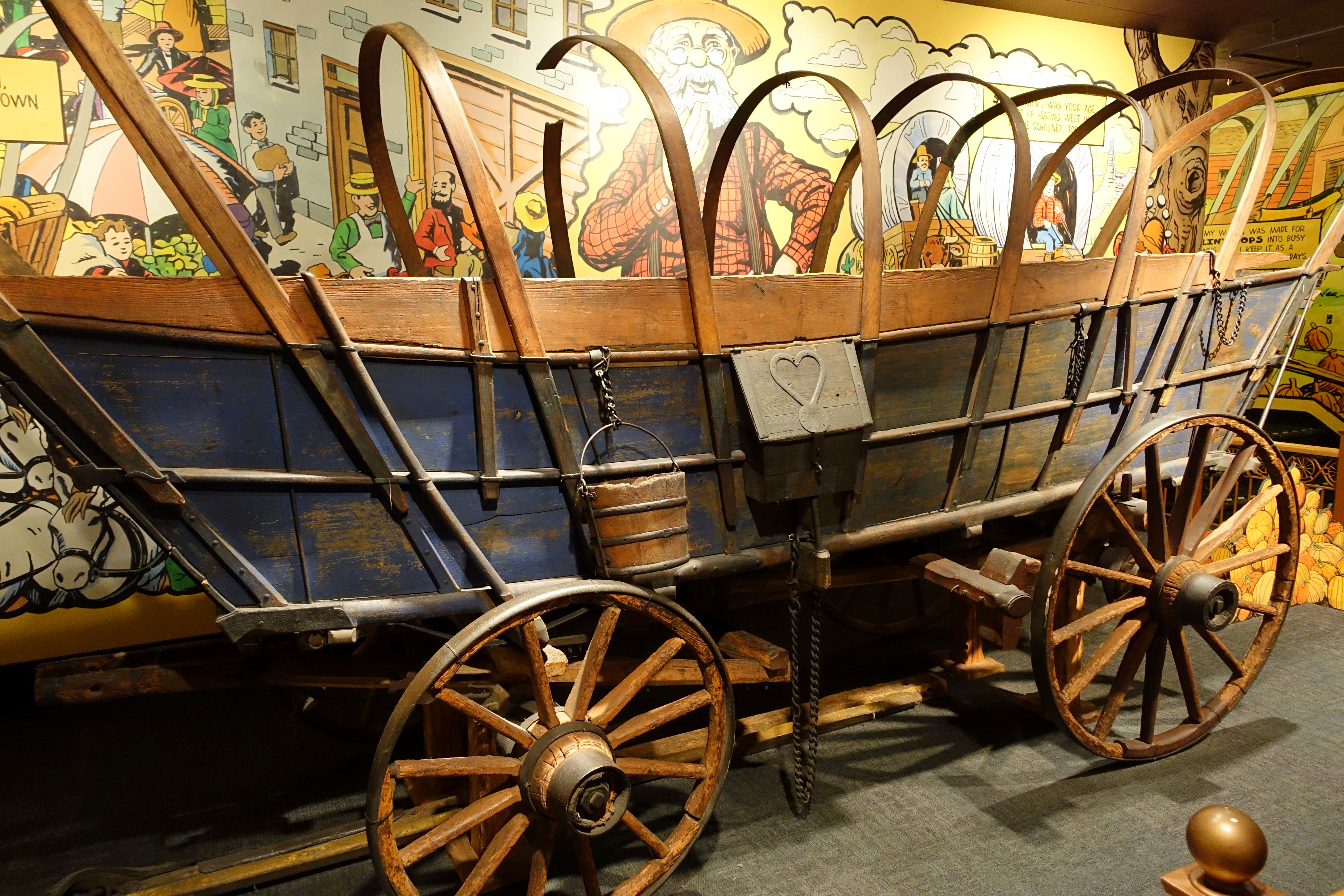
シカゴ科学産業博物館で展示されている幌馬車の枠組み
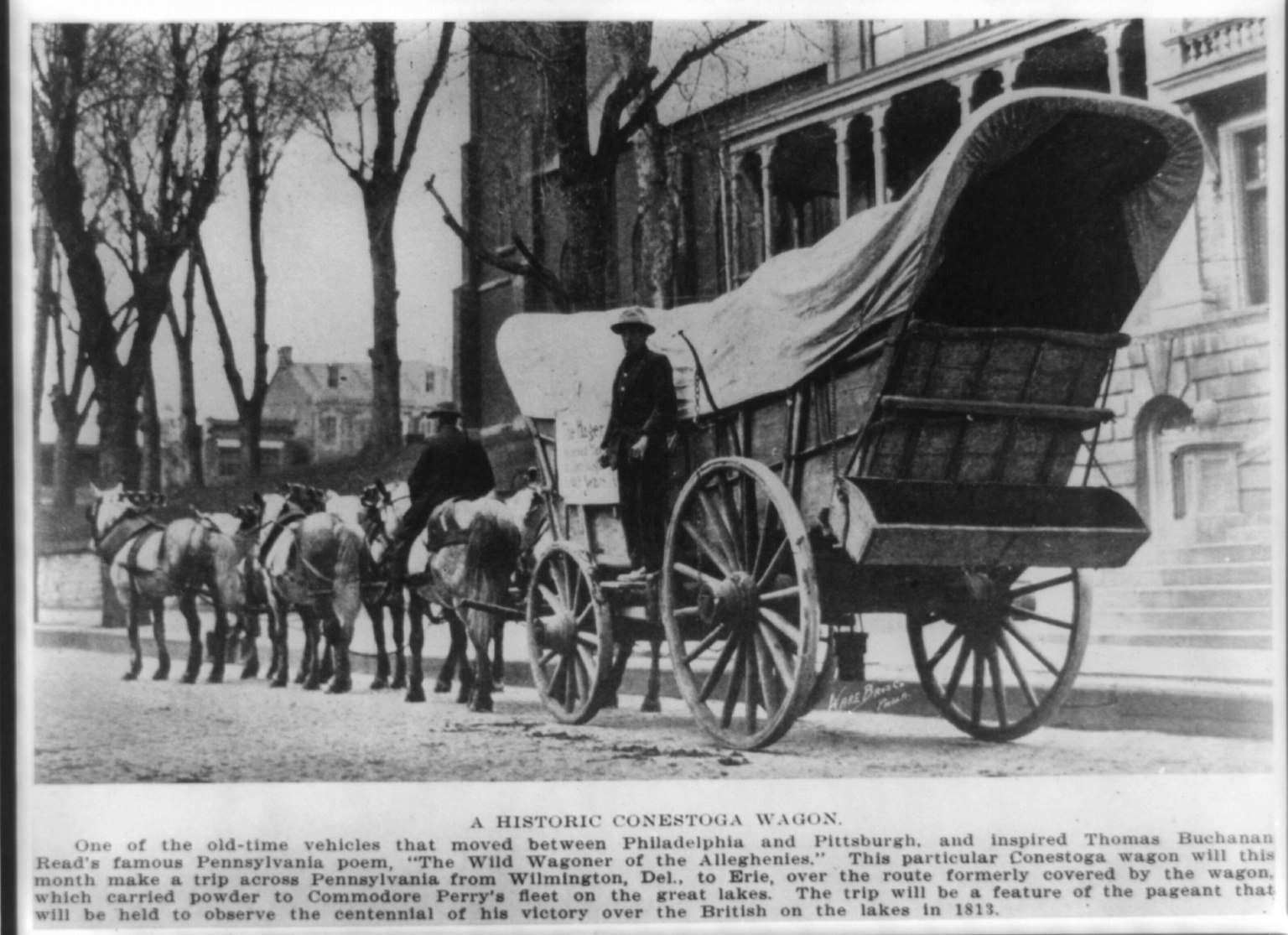
ペンシルバニア州、貨物用のコネストガ